# Трансарктическое течение
Трансарктическое течение — одно из основных течений Северного Ледовитого океана, обеспечивающее транспорт льдов от Аляски до Шпицбергена и Гренландии.
Трансарктическое течение обусловлено в первую очередь стоком рек. Более половины речного стока дают реки Азии и Аляски, поэтому здесь возникает постоянное стоковое движение вод и льдов. Это движение поддерживается притоком тихоокеанских вод, поступающих через Берингов пролив. Образуется трансарктическое течение, которое пересекает океан и в западной его части устремляется в пролив между Шпицбергеном и Гренландией.
Трансарктическое течение является механизмом, обеспечивающим направленный дрейф льдов, который используется, в частности, для организации полярных дрейфующих станций.